# 麻布

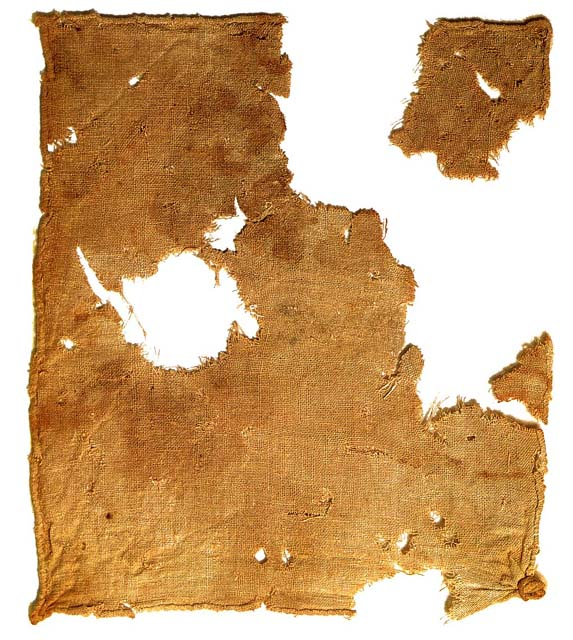
在死海附近的库姆兰所出土的古代麻布

麻布，以麻纖維編織的布，比起綿布更加強韌、吸水和快乾，所以更加適合製作夏季衣服，但麻布同時亦比較容易皺褶。
麻布的使用與紡織技術在中國有悠久歷史，在周禮中，就有「或飭力以長地財；或治絲麻以成之」的紀錄。。

## 麻布的原料
火麻(大麻,黃麻)
亞麻
胡麻，即亞麻，於西漢時從西域傳入中國。。
苧麻，最早種植於中國南方，元代著作農桑輯要即有紀載:「苧麻本南方之物，木棉亦西域所產；近歲以來，苧麻藝於河南，木棉種於陝右，滋茂繁盛，與本土無異。」。

## 歷史
格鲁吉亚某洞穴出土的染色亞麻纖維顯示，人類在3萬年前可能已經開始以亞麻纖維織布。根據聖經的記載，古文明如美索不达米亚和古埃及都有使用麻布。